# ボルコ1世スロヴィ
ボルコ1世スロヴィ（Bolko I Surowy, 1252年/1256年 - 1301年11月9日）は、ルヴヴェク公（在位：1278年 - 1281年、弟ベルナルト・ズヴィヌィと共同統治）、ヤヴォル公（在位：1278年 - 1301年、1281年までベルナルトと共同統治）、単独のルヴヴェク公（在位：1286年 - 1301年）、シフィドニツァ＝ジェンビツェ公（在位：1291年 - 1301年）。レグニツァ公ボレスワフ2世の次男、母はアンハルト伯ハインリヒ1世の娘ヘートヴィヒ。スロヴィ（Surowy）は「厳格さ」を意味する異称。他に「未熟さ、粗野」を意味するスロギ（Srogi）という異称も知られる。

## 生涯

### ヴロツワフ公との関係
政治に参加するには若すぎたためと思われるが、ボルコは父が死ぬまで年代記には滅多に登場しない。1277年にレグニツァ公一族が勝利したストレツの戦いに、公子ボルコも参加しただろう。
ボレスワフ2世は1278年12月26日に亡くなった。ボルコ1世と弟のベルナルトはヤヴォルとルヴヴェクを与えられ、これを共同で統治することになった。兄ヘンリク5世はレグニツァを保持した。1281年にボルコとベルナルトは領地を分割し、ボルコはヤヴォルの、ベルナルトはルヴヴェクを得て、それぞれ単独統治を開始した。
単独統治者とのしてボルコ1世が抱えた最初の問題は、従弟のヴロツワフ公ヘンリク4世の勢力拡大に対して、自分の持つ小公国をどのように守るかということだった。最終的にボルコ1世が頼ったのはブランデンブルク辺境伯達だった。彼らとの同盟関係を確固たるものにするため、ボルコ1世はブランデンブルク＝ザルツヴェデル辺境伯オットー5世の娘ベアトリクスとの結婚を考えるようになった。婚約は1279年4月14日、シュパンダウで成立した。しかし新郎新婦は親族関係にあったため、結婚は1284年まで引き延ばされた（但し教皇の認可が下りたのは翌1285年であった）。アスカーニエン家とのこの結びつきのため、ボルコ1世はローマ王ルドルフ1世とヘンリク4世との紛争に否応なく巻き込まれた。ボルコ1世は1280年にヴロツワフに、翌1281年にはプラハに遠征を行ったが、これは徒にヘンリク4世からの報復を招いただけであった。

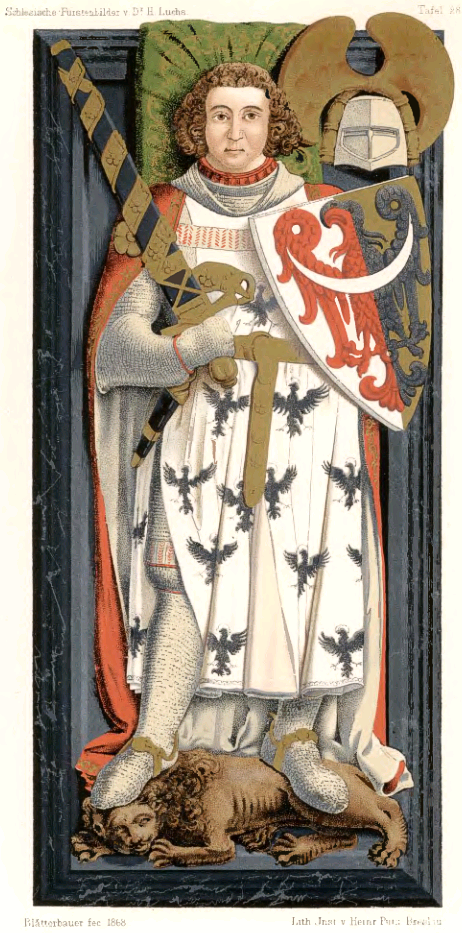
グリュッサウにあるボルコ1世の墓石の肖像を元に、19世紀に中世の彩色の復元を試みたリトグラフ

1286年に弟ベルナルトが子供を残さず死ぬと、1281年頃に結んだ互恵的な相続協定に則り、ボルコ1世は弟の遺領ルヴヴェク公国を相続した。
1280年代後半、ボルコ1世はさらに強大化していくヘンリク4世の脅威をかわそうと試み、やがてボヘミア王ヴァーツラフ2世に接近し始めた。ボルコは何度かプラークを訪問して多くの宮廷儀式に出席しており、1289年、ビトム公カジミェシュがボヘミア王に臣従の礼をとった際の儀式にも居合わせている。しかしボルコ1世自身はボヘミアによる支配には強く抵抗したため、ボヘミアから大した利益を受けることは出来なかった。利益はボヘミア国境の要衝ションベルク城を入手できた程度である。
1290年、ヘンリク4世の思いがけない急死は、シロンスクの情勢を一変させた。ボルコ1世の兄ヘンリク5世はヴロツワフを占領してヴロツワフ公国全域を支配下に収めるのに成功したが、ヴロツワフの貴族たちの反発や、法定相続人であるグウォグフ公ヘンリク3世からの公国譲渡要求に直面した。ボルコ1世は兄を支援することを決めたが、相当の代償を要求した。ヘンリク5世からシフィドニツァ、ゾンプコヴィツェ、ジェンビツェ、スチェリンを譲渡された後、ボルコ1世はヴロツワフとレグニツァに軍勢と食糧を送った。しかしヘンリク5世が受け取った支援は十分とは言い難かった。結局、ヘンリク5世はヘンリク3世に敗れて鉄籠に入れられた。ボルコ1世はヘンリク5世不在のため兄の公国を摂政を務めたが、そのあいだ兄を開放するよう敵方に働きかけることはなかった。

### ボヘミアとの戦争
1290年代はまた、ボルコ1世にとって隣国ボヘミア王国との関係悪化に悩まされた時期だった。両者の関係がなぜ悪化したのかは不明だが、彼の野心が原因だったとされる。ボルコ1世は領土防衛のため、公国での集中的な要塞建設を断行した（特にボヘミアとの国境付近であるシフィドニツァ、ヴレン、スチェゴム、カミェンナ・グラなどが得に強化対象だった）。この後、ボルコ1世はヘンリク4世がヴロツワフ司教区に与えていたニサ＝オトムフフ公国の支配権を奪取しようと試みた。
ボルコ1世の傲慢な野心に怒ったヴロツワフ司教ヤン・ロムカは、公爵に対して自分の使える最大の切り札を使った。1294年、ボルコ1世は破門され、その全領土が職務停止状態に置かれた。この強硬措置に屈し、ボルコ世は自分の要求を撤回し、占拠していた司教館を解放せざるを得なくなった。
ボルコ1世とボヘミア王ヴァーツラフ2世との緊張関係は続き、1295年には両者は交戦状態に陥った。ボヘミア王は敵が大した抵抗を見せることはないと考えていたが、ヤヴォル公の堅固な防衛戦展開に直面して驚かされることになった。このボヘミアとの戦争において、ボルコ1世は自らが築いた要塞を効果的に使うことができ、カミェンナ・グラの要塞でボヘミア軍を足止めした。さらにボルコ1世は巧妙な政治家としての面も発揮した。ボヘミア軍の進軍を押しとどめた直後、公爵は自分の領土を教皇ボニファティウス8世の保護下においてもらい、ヴァーツラフ2世が和解を選ぶしかない状況を作り出したのである。和平協定はおそらく1297年の年明けに結ばれた。ボルコ1世は同年6月2日にプラハで挙行されたヴァーツラフ2世の戴冠式に出席している。

### シロンスク諸公の頂点
1296年に兄ヘンリク5世が3人の幼い息子を遺して死んだ。最も近しい男性親族として、ボルコ1世は兄の遺児たちの後見人となり、レグニツァ＝ヴロツワフ公国の摂政の地位についた。彼は摂政としての地位から上がる収益までも、ソブトカにある自分の持ち城に集めさせた。ボルコ1世による摂政政治は、いくつかの難問に直面した。まず最初に起きたのはヴロツワフの貴族層による反抗だった。彼らは有名になっていたボルコ1世の過酷な統治が、自分たちの特権を脅かさないかと恐れていた。ヤヴォル公の苦難を知ったグウォグフ公ヘンリク3世は、これを利用してヤヴォル公に戦争をしかけてきた。しかしこの状況下でもボルコ1世は見事な成功を収めた。彼はグウォグフ公の侵入を蹴散らしたのみならず、ホイヌフとボレスワヴィエツをも奪取したのである。

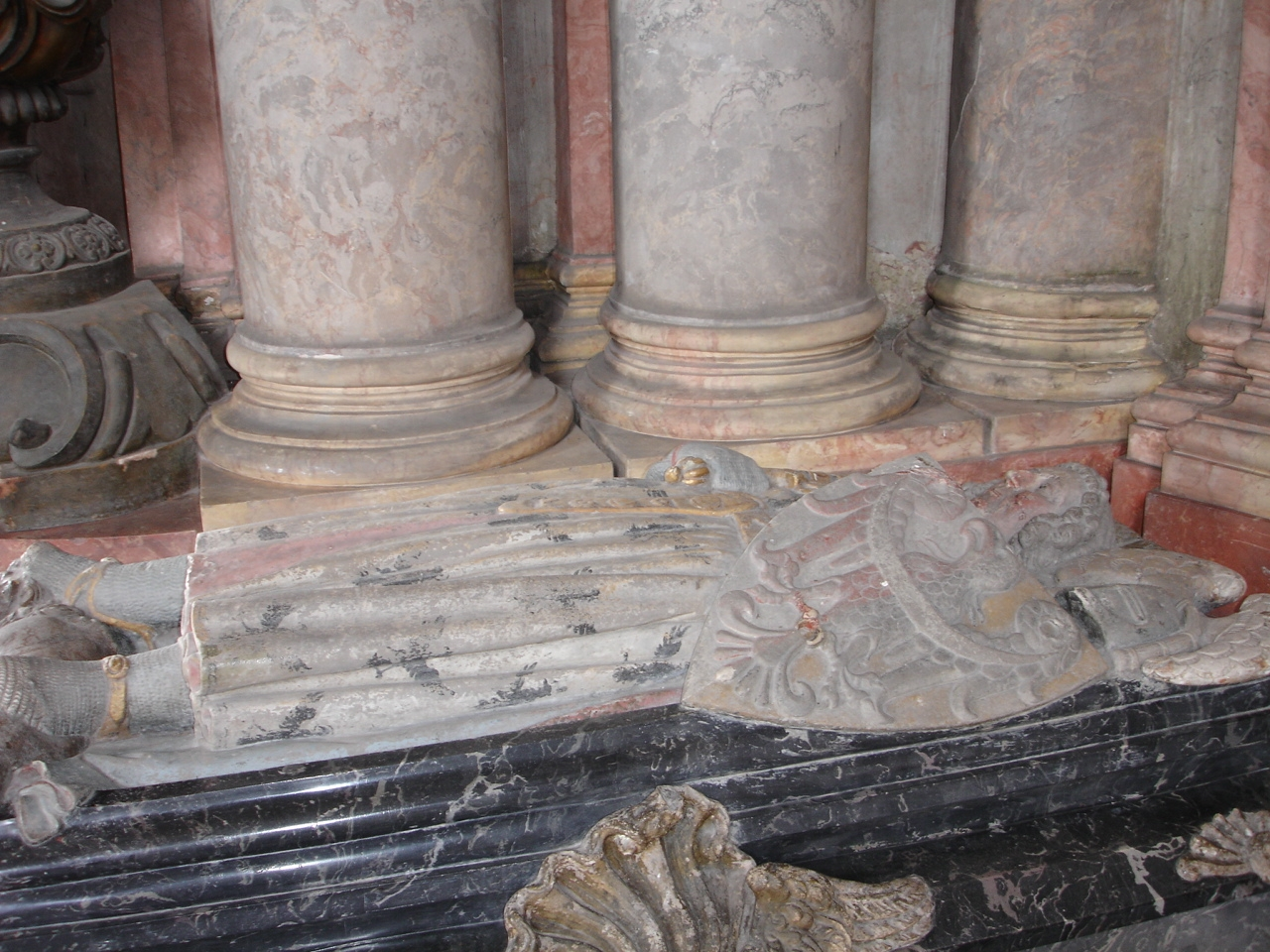
グリュッサウ修道院内にあるボルコ1世の墓石の彫像

ボルコ1世は自領の拡大と築城に熱心さを示した。公爵はスラヴ人の血を引くピャスト家の王子だったが、自分の公国にドイツ人が移住してくるのを奨励し（東方植民）、シトー会の改革運動を保護し、クシェシュフにグリュッサウ修道院を建立した。また文学のパトロンでもあり、テューリンゲン方伯ルートヴィヒ3世によって集められた中高ドイツ語の詩篇8000行が、ボルコ1世の命を受けた逸名の修道士によってまとめられている。
高地シロンスクでの緊張状態を解決するため、1297年3月までにズヴァノヴィツァチュでシロンスク諸公の年次会議が開催され、この会議でボルコ1世はヘンリク3世と和解した。ボルコ1世は1299年3月21日に教皇の封臣として認められて以後、その晩年をシロンスクで最も勢威ある諸公となるための努力に費やした。
1301年11月9日に49歳で急死（45歳とも）、グリュッサウ修道院に埋葬された。後を継いだ彼の息子達は幼かったため、妻ベアトリクスの兄弟であるブランデンブルク＝ザルツヴェデル辺境伯ヘルマンが甥たちの摂政を務めた。ヘンリク5世の息子達の保護と、レグニツァ＝ブジェク公国の摂政の役目はボヘミア王ヴァーツラフ2世に引き継がれた。

## 子女
1284年10月4日、ベルリンで、ブランデンブルク＝ザルツヴェデル辺境伯オットー5世の娘ベアトリクスと結婚した。公爵夫妻は10人の子供に恵まれた。
1. ユディタ（1287年頃 - 1320年9月15日） - 1299年、下バイエルン公シュテファン1世と結婚
2. ボルコ（1288年頃 - 1300年1月30日）
3. ベアトリチェ（1290年 - 1322年8月25日） - 1308年、上バイエルン公ルートヴィヒ4世（下バイエルン公シュテファン1世の従兄、後に神聖ローマ皇帝）と結婚
4. ベルナルト（1291年頃 - 1326年）
5. ヘンリク1世（1292/1296年 - 1346年5月15日以前） - ヤヴォル公、1319年にアネシュカ・プシェミスロヴナと結婚。
6. エルジュビェタ（1300年）
7. マウゴジャタ（1300年）
8. ボルコ2世（1300年2月1日 - 1341年6月11日）
9. 五男（1301年 - 1307年12月24日）
10. アンナ（1301年11月21日 - 1334年6月24日以前） - 父の死後に誕生、1327年よりスチェリンの聖クララ修道院の院長